# JVC

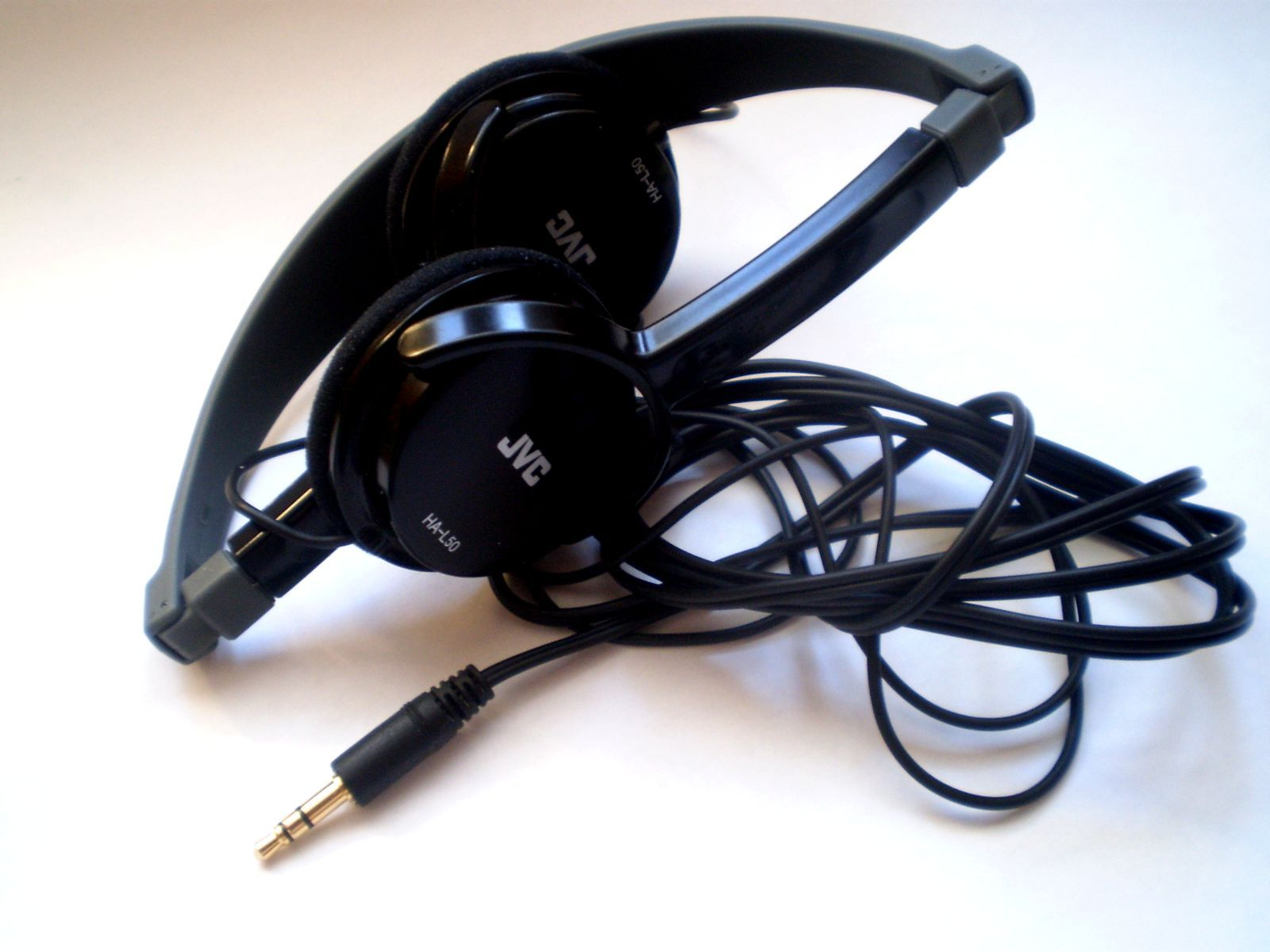
Słuchawki JVC HA-L50

JVC (Victor Company of Japan, Limited) – przedsiębiorstwo założone zostało w 1927 roku w Japonii, początkowo jako producent płyt i gramofonów. W ciągu swojej historii, technologia JVC wielokrotnie wytyczała i wciąż wytycza nowe kierunki w rozwoju światowej elektroniki. Istotnym przełomem był rok 1976, kiedy firma JVC wprowadziła na rynek domowy magnetowid, nagrywający na taśmie 1/2-cala VHS (Video Home System).
Firma JVC jest zaangażowana w wiele różnych projektów kulturalnych, do najważniejszych z nich należą: JVC Jazz Festival (cykl festiwali jazzowych, odbywających się na całym świecie pod patronatem JVC, od 1984 roku, od 2000 roku również w Warszawie pod nazwą JVC Warsaw Jazz Festival) oraz JVC Tokyo Video Festival (odbywający się od 1978 roku festiwal filmowców amatorów, na którym młodzi twórcy mogą prezentować swoje prace, w 2005 roku ruszyła pierwsza Polska edycja festiwalu).
Od 1982 roku JVC współpracuje z organizacjami FIFA i UEFA, sponsorując mistrzostwa świata w piłce nożnej oraz mistrzostwa Europy w piłce nożnej.
JVC angażuje się w ochronę środowiska naturalnego. Obecnie wszystkie zakłady produkcyjne na całym świecie uzyskały już certyfikaty ISO 14001. Firma stała się pionierem w dziedzinie rozwoju produktów energooszczędnych, formułując zadania zmierzające do zmniejszenia poboru energii przez telewizory i magnetowidy w stanie czuwania.
Produkty JVC wielokrotnie były nagradzane za wysoką jakość, innowacyjność, nowoczesny wygląd, prostą obsługę. Co roku otrzymują prestiżowe nagrody przyznawane przez Stowarzyszenie EISA i TIPA oraz tytuł europejskiego produktu roku.
Na rynku japońskim firma oznacza swoje produkty używając logo Victor (Victor Company of Japan, Limited).
1 października 2008 roku utworzono JVC Kenwood Holdings Inc, ukierunkowany na wspólne badania i rozwój w zakresie elektroniki car audio.
W Polsce, dystrybucją JVC zajmowało się od 1977 roku frankfurckie przedsiębiorstwo OWEC. W listopadzie 1992 roku utworzyło ono własną filię w kraju. Natomiast polski oddział JVC – JVC Polska Sp. z o.o., został utworzony w 1997 roku.
Przedsiębiorstwo posiada obecnie 8 fabryk w 7 krajach świata.

## Wybrane daty z historii JVC
- 2009 GZ-HM400, zaawansowana cyfrowa kamera konsumencka z serii Everio, XV-BP11 – odtwarzacz płyt Blu-Ray, GC-FM1 Picsio
- 2008 Utworzenie spółki JK Holdings (JVC Kenwood Holdings)
- 2007 GZ-HD7, pierwsza na świecie konsumencka kamera Full HD z twardym dyskiem.
- 2006 Trzecia generacja kamer z serii Everio.
- 2005 GY-HD100, Profesjonalna kamera HDV. Prezentacja technologii net K2.
- 2004 Telewizor projekcyjny D-ILA.
- 2003 GR-HD1, pierwsza na świecie przeznaczona do powszechnego użytku kamera z możliwością nagrywania High-Definition.

EX-A1, system DVD-Audio z pierwszymi na świecie wykonanymi z drewna membranami głośników.
- 2002 AV-36/32Z1500 – pierwsze telewizory z technologią poprawy jakości obrazu D.I.S.T..

PD-42/35DT3, ekrany plazmowe.
- 2001 GR-DVP3, najmniejsza i najlżejsza na świecie kamera cyfrowa.
- 1999 HM-DR10000, pierwszy na świecie magnetowid D-VHS z możliwością 24-godzinnego nagrywania na jednej kasecie.
- 1998 DLA-G10, multimedialny projektor D-ILA o wysokiej rozdzielczości S-XGA.
- 1995 Wprowadzenie GR-DV1, pierwszej na świecie kieszonkowej kamery video. XRCD (eXtended Resolution Compact Disc).
- 1993 Wprowadzenie wysokiej rozdzielczości TV (HDTV).

HR-W1, pierwszy na świecie magnetowid domowy o wysokiej rozdzielczości.
- 1991 AV-36W1, pierwszy na rynku telewizor „multi-wide vision”.
- 1990 HR-SC1000, pierwszy na świecie magnetowid VHS/VHS-C.
- 1987 HR-S7000, pierwszy na świecie magnetowid S-VHS.
- 1986 GR-C7, najmniejsza i najlżejsza na świecie kamera VHS-C.
- 1984 GR-C1, jednomodułowa, cyfrowa kamera video.
- 1978 VHD płyta wizyjna, Video High Density.
- 1976 HR-3300, pierwszy na świecie domowy magnetowid VHS.
- 1971 CD-4, 4-kanałowa płyta stereo.
- 1963 KV-200, najmniejszy na świecie 2-głowicowy profesjonalny magnetowid kasetowy.
- 1960 Pierwszy telewizor kolorowy JVC 21CT-11B.
- 1958 STL-1S, pierwszy japoński gramofon stereo 45/45.

Pierwsza japońska, długogrająca płyta stereo.
- 1956 Opracowanie formatu stereo 45/45.
- 1954 Pierwsza japońska płyta długogrająca.
- 1939 Pierwszy japoński odbiornik TV.